# 譲渡所得
譲渡所得（じょうとしょとく）とは、所得税における所得の区分の一つであって、資産の譲渡（建物又は構築物の所有を目的とする地上権又は賃借権の設定その他契約により他人に土地を長期間使用させる一定の行為を含む）による所得をいう。一時所得と同様、臨時所得の一つである。

## 譲渡所得の範囲
資産の譲渡による所得がすべて譲渡所得となるわけではなく、以下に掲げる所得は、譲渡所得に含まれない。
- たな卸資産の譲渡その他営利を目的として継続的に行なわれる資産の譲渡による所得

事業的規模で営まれていれば事業所得、そうでなければ雑所得に含まれる。
- 山林の伐採又は譲渡による所得

山林所得に含まれる。
金銭債権の譲渡による所得についても、譲渡所得には該当しないが、事業所得又は雑所得に該当する。
生活用動産（家具、什器、通勤用自動車、衣服など生活に通常必要な動産）の譲渡による所得は原則として非課税とされる。

## 課税方式

### 分類
譲渡所得は、譲渡した資産の種類と所有期間（土地等・建物等は、譲渡年の1月1日迄の期間）によって、以下のとおり分類される。
| 分類                   | 譲渡した資産                                                      | 所有期間 | 課税方式     | 算式・税率                                                                                                 |
| ---------------------- | ----------------------------------------------------------------- | -------- | ------------ | --- |
| 総合短期譲渡所得       | 土地等・建物等・株式等以外 （ゴルフ会員権、書画骨董品、金地金他） | 5年以下  | 総合課税     | 総収入金額 －（取得費＋譲渡費用）－ 特別控除（最大50万円） 総所得金額へ集約（総合長期は1/2のみ）、累進税率 |
| 総合長期譲渡所得       | 土地等・建物等・株式等以外 （ゴルフ会員権、書画骨董品、金地金他） | 5年超    | 総合課税     | 総収入金額 －（取得費＋譲渡費用）－ 特別控除（最大50万円） 総所得金額へ集約（総合長期は1/2のみ）、累進税率 |
| 分離短期譲渡所得       | 土地等・建物等                                                    | 5年以下  | 申告分離課税 | 総収入金額 －（取得費＋譲渡費用） 39.63%（所得税30.63%、住民税9%）                                         |
| 分離長期譲渡所得       | 土地等・建物等                                                    | 5年超    | 申告分離課税 | 総収入金額 －（取得費＋譲渡費用） 20.315%（所得税15.315%、住民税5%）                                       |
| 株式等に係る譲渡所得等 | 一般株式等・上場株式等                                            | －－     | 申告分離課税 | 総収入金額 －（取得費＋委託手数料等） 20.315%（所得税15.315%、住民税5%）                                   |

一定の譲渡所得が分離課税の対象とされている理由は、譲渡所得が経常的な所得とは異なり、その実現のタイミングを選択することが可能であることから、損益通算による租税回避に用いられ易いことにある。この点で、退職所得が、担税力等を考慮して申告分離課税とされているのとは異なる。

### 土地・建物・株式等以外
```
譲渡益（土地・建物・株式等以外）＝ 短期譲渡所得の総収入金額 ー（短期譲渡の取得費 ＋ 短期譲渡の譲渡費用）＋ 長期譲渡所得の総収入金額 ー（長期譲渡の取得費 ＋ 長期譲渡の譲渡費用）
譲渡所得の金額（土地・建物・株式等以外）＝ 譲渡益（土地・建物・株式等以外）ー 特別控除額（最高50万円）<ref name="taxanswer1460">[https://www.nta.go.jp/taxes/shiraberu/taxanswer/shotoku/1460.htm No.1460 譲渡所得(土地、建物及び株式等以外の資産を譲渡したとき)｜国税庁]</ref>

```

譲渡所得（土地・建物・株式等以外）は総合課税である。課税対象の額が他の所得と合算され、総所得金額へ集計される。ただし、総所得金額を求めるときに合計する所得金額は、短期譲渡所得の金額は全額だが、長期譲渡所得の金額は半額。特別控除額は短期譲渡の方を優先して適用する。赤字の場合は、一定の範囲で他の所得と損益通算をすることができる。

### 土地・建物
```
課税譲渡所得金額（土地・建物）＝ 収入金額 ー (取得費 ＋ 譲渡費用) ー 特別控除額（土地・建物）<ref name="taxanswer1440">[https://www.nta.go.jp/taxes/shiraberu/taxanswer/shotoku/1440.htm No.1440 譲渡所得(土地や建物を譲渡したとき)｜国税庁]</ref>
```

譲渡所得（土地・建物）は申告分離課税である。税率は所有期間が5年以下の場合は所得税30.63%・住民税9%、所有期間が5年超の場合は所得税15.315%・住民税5%。
土地・建物の特別控除額は以下の通り。該当しなければ0円。
| ケース                                           | 特別控除額 |
| ------------------------------------------------ | ---------- |
| 収用等により土地建物を譲渡した場合               | 5,000万円  |
| マイホームを譲渡した場合                         | 3,000万円  |
| 特定土地区画整理事業等のために土地を譲渡した場合 | 2,000万円  |
| 特定住宅地造成事業等のために土地を譲渡した場合   | 1,500万円  |
| 2009年及び2010年に取得した土地等を譲渡した場合   | 1,000万円  |
| 農地保有の合理化等のために農地等を譲渡した場合   | 800万円    |
| 低未利用土地等を譲渡した場合                     | 100万円    |

### 株式等に係る譲渡所得等
「株式等」を売買した際は、譲渡所得・雑所得・事業所得のどれかになるが、このどれであっても「株式等に係る譲渡所得等」として所得税15.315%、住民税5%の申告分離課税になる。
「株式等」には株式の他、投資信託や公社債など様々な金融商品が含まれるが、デリバティブ取引や仮想通貨は含まれない。デリバティブ取引は「先物取引に係る雑所得等の課税の特例」で扱い、詳細は雑所得を参照。
「株式等」は「上場株式等」と「一般株式等」に分かれ、「上場株式等」の定義に含まれない「株式等」が「一般株式等」に該当する。それぞれ「上場株式等に係る譲渡所得等」と「一般株式等に係る譲渡所得等」に分けて申告分離課税を行う。損失については、「上場株式等」に限り、「上場株式等の配当等」との通算が出来、確定申告を行えば3年間の繰り越し控除が出来る。
日本の証券会社で特定口座で源泉徴収ありにした場合は、これらの税の支払いは証券会社が行ってくれる。合計所得金額が48万円以下であれば配偶者控除が受けられるが、源泉徴収ありで確定申告しなかった場合は、その所得を合計所得金額に含めないという特例がある。
差金決済のデリバティブ取引は「先物取引に係る雑所得等」で扱われるが、信用取引は差金決済でも「株式等に係る譲渡所得等」で扱われる。そのため「信用取引の差金決済による株式の取引」は「株式等」であるが、ほぼ同じようなものである「差金決済取引による株式の取引」（株式CFD）は「先物取引に係る雑所得等」になる。
「先物取引に係る雑所得等」では外国市場取引や外国証券会社は特例の対象外としているが、「株式等に係る譲渡所得等」では「株式等」には外国の株式や債券も含んでいる。日本円に換算して税の計算を行う。

### 所得が9億9000万円超の場合
申告分離課税の長期譲渡所得や株式等に係る譲渡所得等の場合、所得税は基本的には15.315%であるが、2025年分より、所得が9億9000万円を超える場合は、所得税が（所得 - 3億3000万円）×22.9725%になる。

### 課税上の特例
- 固定資産の交換特例[19]
- マイホームを売った場合の軽減税率の特例（長期軽課）[20]
- マイホームを買い替えた場合の譲渡損失に関する特例（損益通算、繰越控除）[21]
- 公共事業による用地買収（収用等）に伴い代替資産を取得した場合の特例[22]
- 事業用の資産を買い換えた場合の特例[23]
- 上場株式等に係る譲渡損失の損益通算、繰越控除[24]
- 法人に対する贈与や低廉譲渡等（みなし譲渡課税）[25]
- 生活に通常必要でない資産の災害による損失の控除[26]　　外